# Гиздита (станция)
Гиздита, ж/д станция (рум. Ghizdita, stație de cale ferată) — село и железнодорожная станция в Дрокиевском районе Молдавии. Наряду с селом Фынтыница входит в состав коммуны Фынтыница.

## География
Село расположено на высоте 229 метров над уровнем моря.

## Население
По данным переписи населения 2004 года, на ж/д станции Гиздита проживает 8 человек (5 мужчин, 3 женщины).
Этнический состав села:
| Национальность | Число жителей | Процентный состав |
| -------------- | ------------- | ----------------- |
| молдаване      | 6             | 75,0              |
| украинцы       | 2             | 25,0              |
| Всего          | 8             | 100 %             |